# Giuseppe Carrera

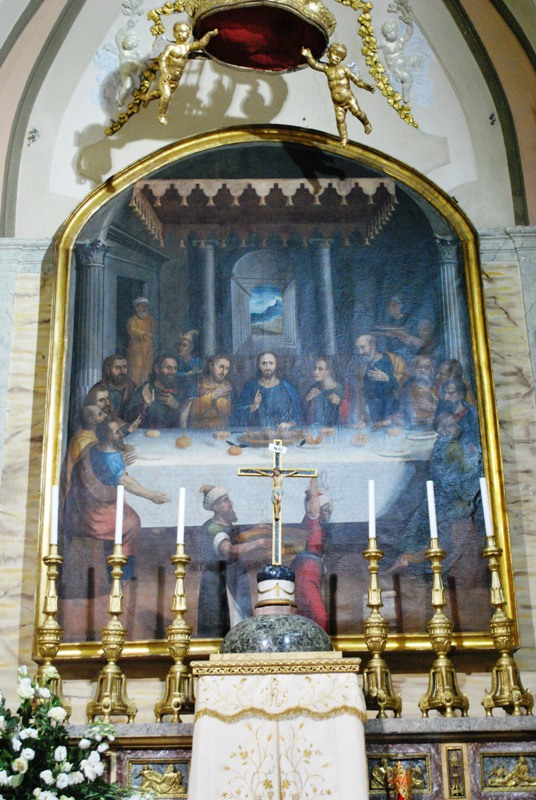
Ultima Cena (1611), nella Basilica di Santa Maria Assunta (Alcamo)

Giuseppe Carrera (Trapani, ... – Palermo, 1630) è stato un pittore italiano.

## Biografia
Figlio di Andrea, scultore, e fratello minore di Vito Carrera, nel mese di aprile 1608 sposò l'alcamese Sigismonda Ciuffo e si trasferì ad Alcamo fino al 1617, anno in cui si spostò a Palermo.
Il suo modo di dipingere è simile a quello del fratello Vito, si distinse però per la sua abilità nel disegno e nell'uso della prospettiva,
anche se vago nel colorito e un po' carente nel dare vita al movimento dei personaggi.
Morì a Palermo nel 1630.

### Opere
- 1607- Santi Pietro e Paolo con S.Anna e la Vergine, nella Basilica di Santa Maria Assunta (Alcamo)
- 1610- San Nicolò da Tolentino: è raffigurato un giovane monaco prostrato davanti al Crocifisso. Realizzato per la Chiesa di Sant'Agostino, si trova nell'antisacrestia della Chiesa dei Santi Paolo e Bartolomeo di Alcamo
- 1611- Ultima Cena: dipinto che si trova nella cappella del Santissimo Sacramento nella Basilica di Santa Maria Assunta (Alcamo)[2]
- 1613- Immacolata Concezione: tela raffigurante l’Immacolata Concezione con la mezzaluna sotto i piedi e i simboli dei suoi misteri, nella Chiesa di San Francesco d'Assisi (Alcamo)
- 1614-La Purificazione di Maria Vergine: tela che si trova nella Basilica di Santa Maria Assunta di Alcamo. Copia di nessun pregio secondo il parere del prof. G.Meli, che sostituì l'originale.
- 1614 - Pietà: tela che si trova nella chiesa Chiesa del Santissimo Crocifisso (o San Francesco di Paola) di Alcamo. Copia di nessun pregio secondo il parere del prof. G.Meli, che sostituì l'originale.[1]
- 1621 -Santa Caterina, tela attribuita in precedenza da Ignazio De Blasi, dal cav. Giovanni Fraccia e G.B.Bembina a Pietro Novelli
- 1623- Serie dei ritratti dei sovrani spagnoli, commissionata in precedenza a suo fratello Vito dal principe Filiberto di Savoia, viceré di Sicilia, e incompiuti a causa della sua morte.[2]

### Opere disperse
- 1607 - n.2 tele, di medie dimensioni, realizzate per la Compagnia del Santissimo Sacramento di Alcamo, una che rappresentava re Davide con la lira e un libro in mano, l'altra col profeta Eliseo (o più probabilmente Elia) raffigurato nel sonno e un angelo che regge la scritta: Surge et comere et cum vaso aqua.[1]
- 1613 - Annunciazione, con l'angelo annunciatore, il Padre Eterno sopra Maria e lo Spirito Santo con 4 serafini attorno, realizzata per l'omonima chiesa di Castellammare del Golfo e commissionatogli da un certo Stefano Novella, procuratore di detta chiesa.[1]
- 1613 - n.18 quadri (12 con le Vergini, 4 con dei Beati, uno con San Carlo ed un ritratto) dietro incarico del sacerdote Vincenzo Graffeo; documento n.8[1]
- 1613 - n.35 quadri sul soffitto (con al centro quello dell'Immacolata) nella cappella appartenente alla Compagnia dell'Immacolata Concezione di Alcamo: ogni quadro rappresentava il santo prescelto dal confratello che ne pagava l'importo.[1] Tali quadri si rovinarono a causa delle infiltrazioni dell'acqua piovana.
- 1615 - San Michele Arcangelo, tela commissionatagli da una certa Benedetta gallo, terziaria dell'Ordine di san Francesco di Paola per la Chiesa del Santissimo Crocifisso di Alcamo
- 1616 - Madonna del Rosario con San Domenico, San Vincenzo e un devoto; opera commissionata da Agostino Fraccia
- 1618? - Sant'Anna, grande tela che si trovava nella cappella di un certo Bartolomeo Scarpuzza nella Chiesa del Santissimo Crocifisso di Alcamo
- 1621 - Quadri per l'Oratorio della Compagnia del Monte di Pietà
- 1628 - quadretto della Purificazione, su commissione del sac. Francesco Graffeo
- Quadro di San Carlo Borromeo, per la Chiesa dell'Annunziata di Castellammare del Golfo
- Quadro della Madonna dello Stellario, per una chiesetta omonima di Castellammare del Golfo, non più esistente.
- Tela della Madonna di Trapani, di tenue colore e media grandezza, commissionata da un maestro Filippo Cappello

Infine, per Francesca d'Aragona e Balsamo, principessa di Roccafiorita e signora di Alcamo, realizzò dei disegni su sette paramenti da ricamare con motivi vegetali, animali e figure umane, simili a quelle  "imbordite seu recamate", con episodi tratti dalle Metamorfosi di Ovidio, possedute della principessa.

## Galleria d'immagini

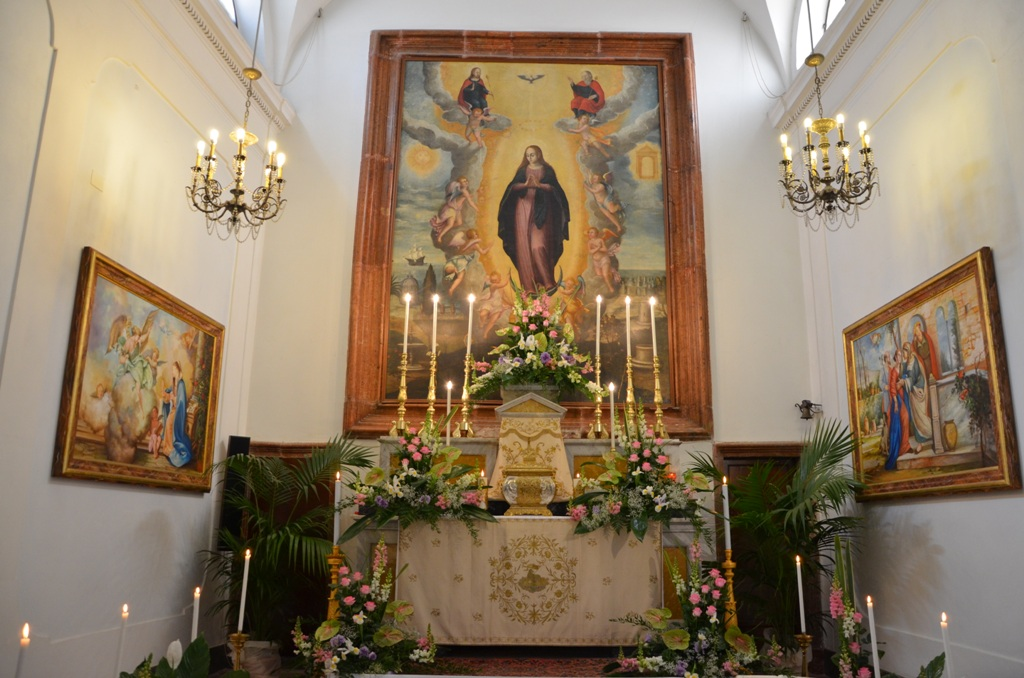
Tela dell'Immacolata
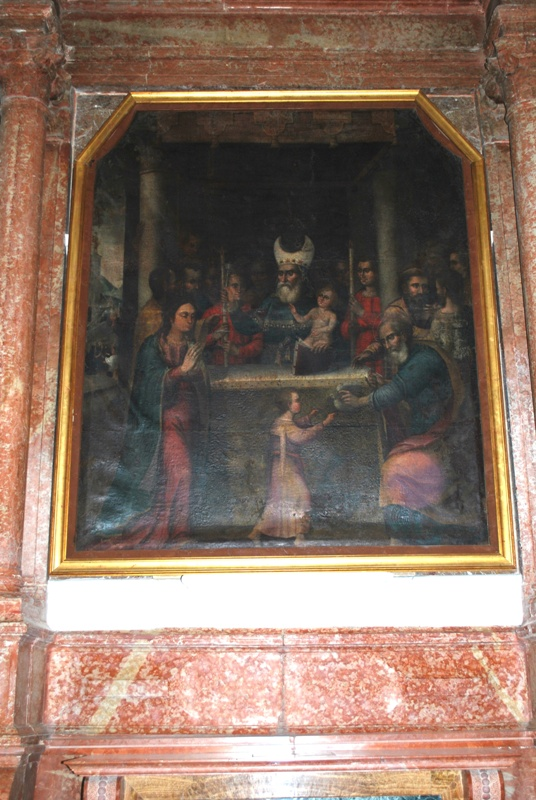
La Purificazione
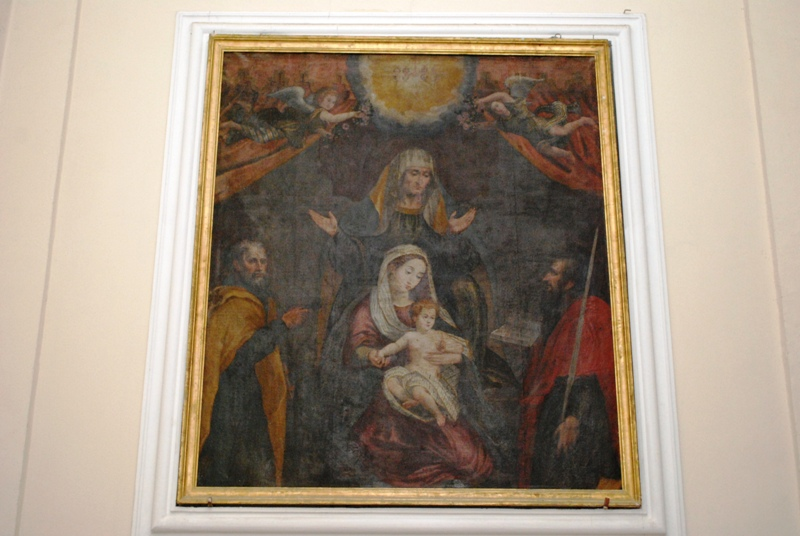
Santi Pietro e Paolo con S.Anna e la Vergine
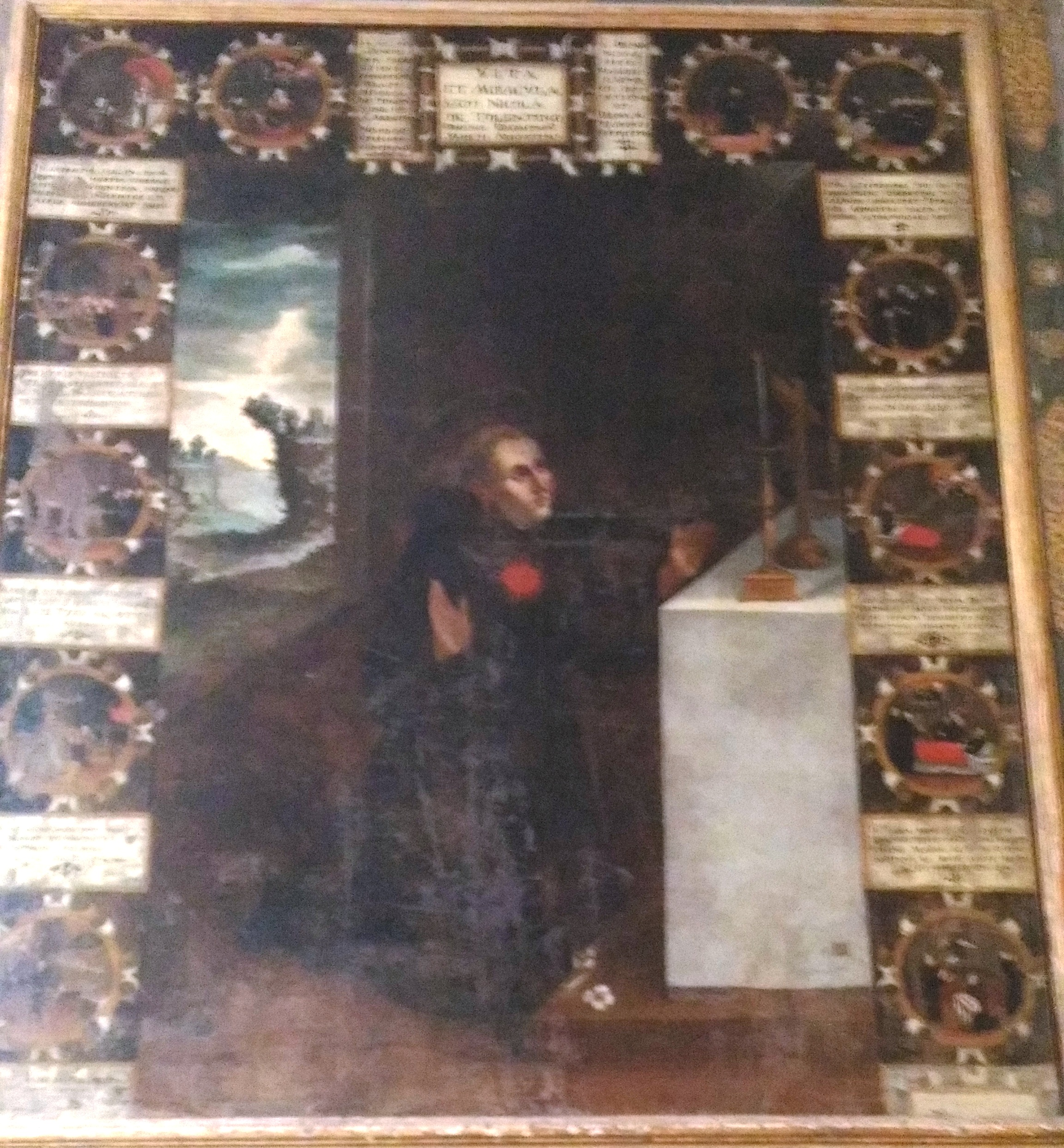
San Nicolò da Tolentino, Chiesa di San Paolo e Bartolomeo